# Дрентше Аа (національний парк)
Національний парк Дрентше Аа — національний парк Нідерландів, розташований у провінції Дренте на західному боці Хондсруґу. Він складається з культурного ландшафту, що оточує долину невеликої річки Дрентше Аа. Ландшафт наразі майже такий самий, як і в середині 19 століття, оскільки кілька реформ сільськогосподарського ландшафту 20 століття не були реалізовані в цій території. Через це багато живоплотів, пустощів і традиційних полів («essen» голландською) були збережені від трансформації. Національний парк є частиною (втричі) більшого національного ландшафту Дрентше Аа.